# Jakob Nacken
Jakob Hudson Nacken hoặc Jacob Nacken (ngày 15 tháng 2 năm 1906   – 29 tháng 3 năm 1987) là một nghệ sĩ xiếc người Đức hoạt động ở Châu Âu và Hoa Kỳ. Là người có chiều cao đặc biệt ông bắt đầu sự nghiệp diễn xuất ngay khi còn là một thiếu niên, ông biểu diễn trong một gánh xiếc lưu động và từng xuất hiện tại Hội chợ Thế giới New York năm 1939. Nacken tham gia Chiến tranh thế giới thứ hai, là người lính cao nhất trong lục quân Đức với chiều cao 2,21m. Ông được thuê làm ông già Noel khổng lồ và từng xuất hiện trên truyền hình Mỹ với tư cách là một nhân vật có tầm vóc cao lớn hay trong các chương trình kỳ dị với tư cách là Người đàn ông cao nhất thế giới. 

## Đầu đời
Nacken sinh tại Düsseldorf, Đức vào ngày 15 tháng 2 năm 1906. Cả bố mẹ của ông đều cao 1,88m. Em gái Josephine và cậu em trai Wilhelm nhỏ hơn hai tuổi cũng cao 1,88m; anh trai hơn tám tuổi thì cao tới 2,01m.

## Thanh xuân và sự nghiệp
Nacken bắt đầu xuất hiện trong các chương trình biểu diễn với vai "Uranus" và "người khổng lồ đến từ Rhineland" của một gánh xiếc du lịch ở Đức. Ông được gọi là người đàn ông cao nhất nước Đức và được coi là người đàn ông cao nhất thế giới thời điểm đó.   Nacken đi ủng cỡ 17 khi trưởng thành. Đầu ông thường bị bầm tím do thường xuyên va vào phía trên khung cửa vốn chỉ dành cho những người có chiều cao bình thường.
Năm 1922, ông xuất hiện tại Công viên giải trí Luna, một công viên giải trí ở Paris. Cả quốc tế biết đến Nacken với chiều cao khủng 2,21 m khi ông tham gia Hội chợ Thế giới New York năm 1939.
Ông trở về Đức vào đầu Thế chiến thứ hai và ngay lập tức nhập ngũ, trở thành người lính cao nhất trong quân đội Đức. Nacken được sung vào một đội súng 250 lính, đội này bị bắt tại Calais, Pháp vào tháng 8 năm 1944. Hạ sĩ Canada Eldon "Bob" Roberts cao 1,60m chỉ huy một nhóm bảy người đã bắt giữ đội lính Đức. Nacken và đồng đội bị giải đến Anh làm tù binh và ở đó cho đến khi chiến tranh kết thúc.
Tháng 8 năm 1949, báo chí loan tin Nacken sẽ trở lại Hoa Kỳ vì ông muốn rời khỏi nước Đức thời hậu chiến. Em gái của Nacken đã sống ở Hoa Kỳ, bà đã chuẩn bị nơi cư trú cho vợ chồng ông ở Paterson, New Jersey. Nacken và vợ di cư đến Hoa Kỳ trên tàu SS Atlantic từ Genova, Ý, đến cảng Thành phố New York ngày 6 tháng 12 năm 1950.
Nacken tìm kiếm công việc phù hợp với tầm vóc của mình. Thông qua hình ảnh trên báo và các mẩu tin Pathé, ông được nhiều người biết đến. Tháng 12 năm 1949, Nacken đóng vai ông già Noel. Trẻ em có thể đi lại giữa hai chân Nacken và ông được mệnh danh là Ông già Noel cao nhất thế giới. Nacken đã xuất hiện trong các triển lãm của Ripley's Believe It or Not! dưới biệt danh là "Người đàn ông cao nhất thế giới". Ông đã xuất hiện trên một số chương trình truyền hình với tư cách người nổi tiếng với biệt danh "Germany's Long Jake".

## Đời tư
Ngày 10 tháng 8 năm 1927, Nacken kết hôn với Maria đến từ Kematen an der Ybbs, Áo, tại Brussels, Bỉ. Bà có chiều cao 1,73 m.
Ông nhập tịch Mỹ vào ngày 16 tháng 12 năm 1955.

## Về sau và qua đời
Lần xuất hiện cuối cùng của Nacken với tư cách "Người đàn ông cao nhất thế giới" là vào năm 1959 tại Ripley's Odditorium ở Broadway, Thành phố New York. Ông qua đời ở Châu Âu, thọ 81 tuổi.

## Ảnh

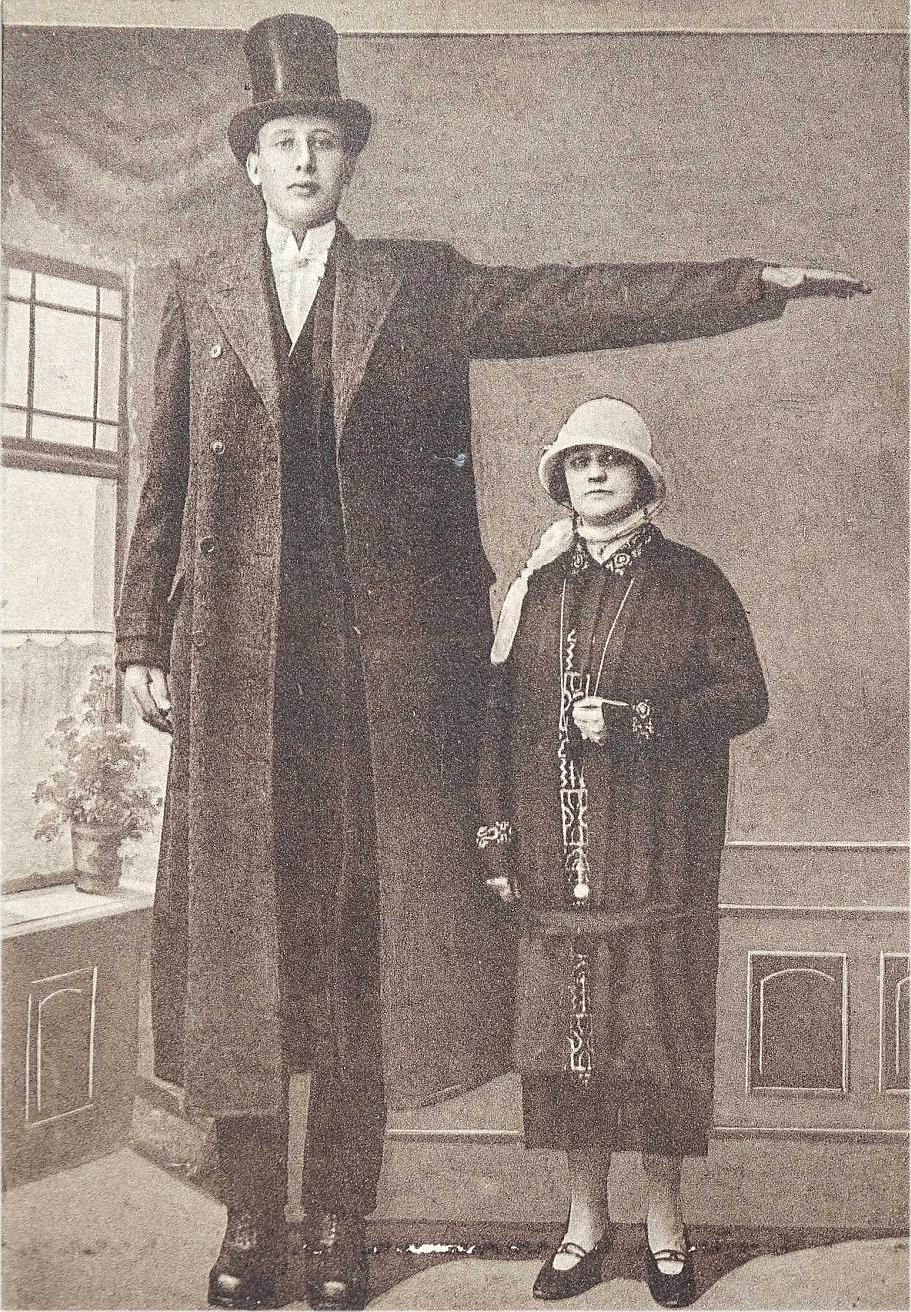
Jakob Nacken ở tuổi 16 năm 1922
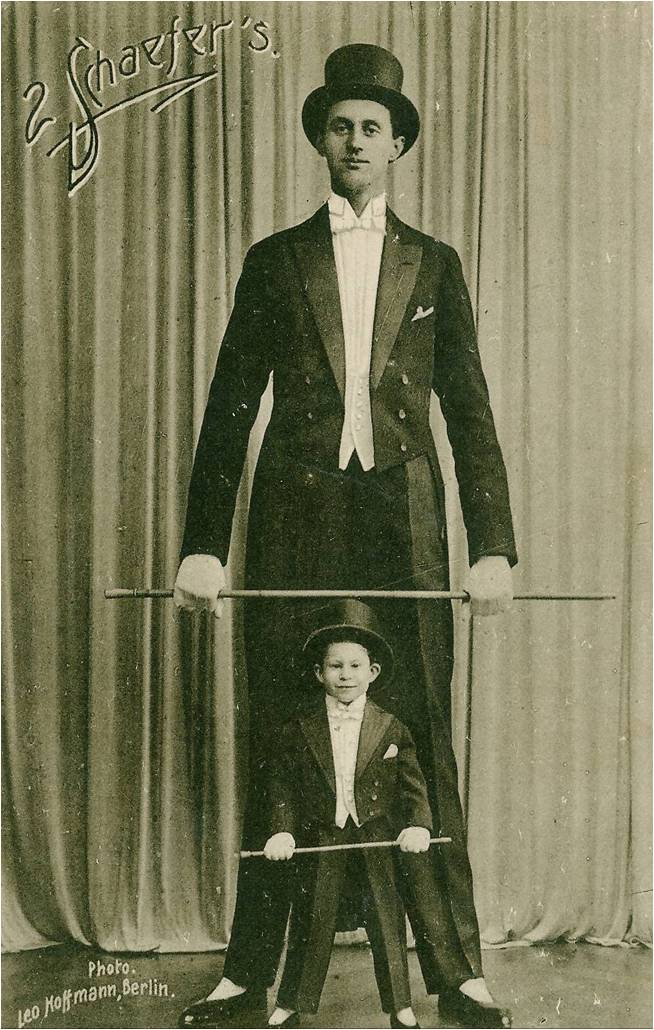
Nacken khi 17 tuổi trong vai xiếc nhào lộn với một cậu bé trợ lý
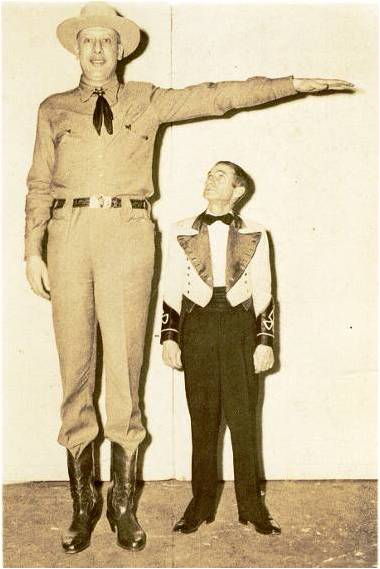
Jakob Nacken 1924 ở tuổi 18
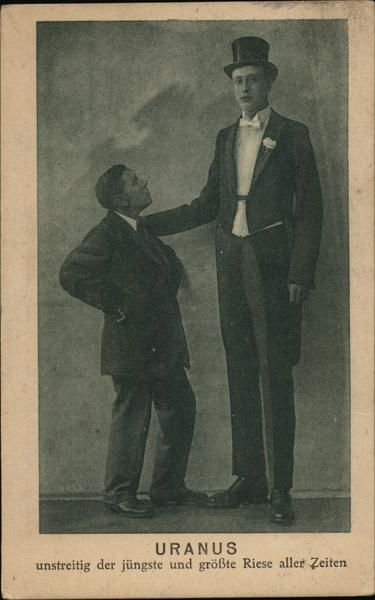
Nacken trong rạp xiếc Đức với tên gọi "Uranus" ở tuổi 19
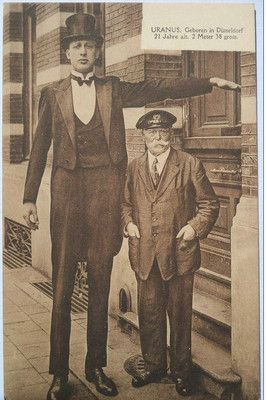
Jakob Nacken lúc 21 tuổi ở Paris
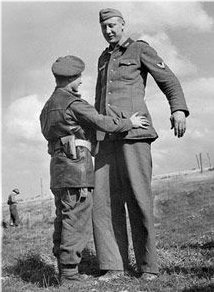
Nacken bị bắt tại Calais, Pháp năm 1944 khi ông 38 tuổi